# Michel de la Barre
Michel de la Barre (c. 1675 – 15 de març de 1745) fou un compositor i flautista francès, famós per ser la primera persona que va publicar música per a flauta solo. Va tocar a l'Académie Royale de Musique, als Musettes i Hautbois de Poitou i a la cort de Lluís XIV i Lluís XV.